# Heterusia zeritis
Heterusia zeritis là một loài bướm đêm trong họ Geometridae.